# 春はゆく/marie
『春はゆく/marie』（はるはゆく/マリー）は、Aimerの18枚目のシングル。2020年3月25日にエスエムイーレコーズより発売された。

## 概要
前作より7ヶ月ぶりとなるシングル。「春はゆく」は劇場アニメ『Fate/stay night [Heaven's Feel] III. spring song』主題歌。前作・前前作に引き続き劇場版『Fate/stay night [Heaven's Feel]』の主題歌を担当し、梶浦由記が楽曲提供・プロデュースを手掛けている。
「marie」は国立西洋美術館「日本・オーストリア友好150周年 ハプスブルク展 600年にわたる帝国コレクションの歴史」イメージソング。
2020年5月31日に梶浦由記とのセッション動画がYouTubeで公開。

### 仕様
「通常盤」「初回生産限定盤」「期間生産限定盤」の3形態で発売。初回生産限定盤はミュージックビデオ3曲収録のDVD、期間生産限定盤は劇場版「Fate/stay night [Heaven's Feel]」バージョンのミュージックビデオ2曲が収録のDVDが付属。
期間生産限定盤のジャケットは須藤友徳描き下ろし。

## チャート成績
2020年4月6日付のオリコン週間ランキングでは初動約3万枚を売り上げ、週間3位にランクインした。
その他チャート
- 1位（2020年4月6日付オリコンデジタルシングルチャート）
- 1位（2020年4月6日付オリコン週間アニメ合算シングルチャート）
- 1位（2020年4月6日付オリコン週間アニメデジタルシングルチャート）
- 1位（2020年4月6日付Billboard JAPANアニメ楽曲・チャート「Hot Animation」）
- 1位（2020年4月6日付Billboard JAPANダウンロード・ソング・チャート「Billboard Japan Download Songs」）

## ミュージック・ビデオ
「春はゆく」のミュージックビデオが2020年3月27日に公開。監督は三木孝浩、浜辺美波が出演している（「花の唄」「I beg you」に続いて3回目の監督・出演）。2022年11月現在1550万回以上再生されている。

## 収録曲
1. 春はゆく
作詞・作曲・編曲：梶浦由記
2. marie
作詞：aimerrhythm、作曲：横山裕章、編曲：玉井健二/百田留衣
マリー・アントワネットを題材に作詞されており、関連するワードが散りばめられている[7]。
3. Run Riot
作詞：aimerrhythm、作曲：永澤和真、編曲：玉井健二/百田留衣
4. 花の唄(end of spring ver.)
作詞・作曲：梶浦由記、編曲：玉井健二/釣俊輔
13thシングル収録曲のセルフカバー

初回生産限定盤DVD
1. 花の唄 (MUSIC VIDEO)
2. I beg you (MUSIC VIDEO)
3. 春はゆく (MUSIC VIDEO)

期間生産限定盤DVD
1. 花の唄 (MUSIC VIDEO) (劇場版「Fate/stay night [Heaven's Feel]」ver.)
2. I beg you (MUSIC VIDEO) (劇場版「Fate/stay night [Heaven's Feel]」ver.)